# Gliese 229
Gliese 229 (GJ 229) je hvězda, červený trpaslík typu M, která se nachází přibližně 19 světelných let od Slunce v souhvězdí Zajíce. Tato hvězda je jedním z nejbližších známých hvězdných systémů k naší Sluneční soustavě a byla předmětem mnoha studijních projektů zaměřených na detekci a analýzu jejích průvodců.
V roce 1995 byl objeven její průvodce: Gliese 229B, což je hnědý trpaslík typu T, který obíhá kolem hlavní hvězdy v poměru přibližně 12,4 let. Gliese 229B je příliš hmotný na to, aby se jednalo o planetu; při stejné velikosti má hmotnost asi 20–50krát větší než Jupiter.

## Planety
V současné době nebyly kolem Gliese 229 potvrzeny žádné velké planety. Nicméně některé studie naznačují možnost existence malého mini Neptunu. Výzkum pokračuje a budoucí astronomické mise, včetně projektu Gaia, mohou odhalit další objekty v tomto systému.

## Astronomické mise
Gliese 229 je také cílem mise Gaia, která se zaměřuje na přesné měření poloh a vlastností hvězd a jejich souputníků. Data získaná z Gaia přispívají k lepšímu porozumění dynamiky a evoluce hvězdných systémů, včetně systému Gliese 229.
Gliese 229 je známá také díky své nízké teplotě povrchu, která činí přibližně 3 100 Kelvinů, což je typické pro červené trpaslíky. Její nízká jasnost a teplota ji činí obtížně pozorovatelnou bez použití výkonných dalekohledů.
Gliese 229B byl jedním z prvních objevených hnědý trpaslík, což poskytlo důležité informace pro pochopení těchto objektů, které se nacházejí na pomezí mezi hvězdami a planetami. Studium Gliese 229B přispívá k lepšímu porozumění formování hvězd a planet, stejně jako charakteristikám atmosfér hnědých trpaslíků.
Pro bližší studium tohoto systému byly použity různé metody, včetně spektroskopie, která umožňuje analyzovat chemické složení a fyzikální vlastnosti obou objektů. Gliese 229 je tak významným objektem v oblasti astronomie a astrofyziky.
Díky své relativní blízkosti k Zemi je Gliese 229 důležitým cílem pro budoucí astronomické mise a vyhledávání exoplanet. Výzkum tohoto systému může přinést nové poznatky o dynamice hvězdné formace a evoluci dvojhvězd.